# Теннінг
Теннінг (нім. Tönning) — місто в Німеччині, розташоване в землі Шлезвіг-Гольштейн. Входить до складу району Північна Фризія.
Площа — 44,41 км2. Населення становить 4952 ос. (станом на 31 грудня 2020).